# Liste der Buchtitel Belletristik auf der Spiegel-Bestsellerliste
Auf dieser Liste der Buchtitel Belletristik auf der Spiegel-Bestsellerliste werden die literarischen Werke aufgeführt, welche sich im jeweiligen Kalenderjahr als Hardcover-Ausgabe auf der wöchentlich erscheinenden, 20 Positionen umfassenden Bestsellerliste platziert haben.

## Jahr 2020
In diesem Jahr konnten sich 138 verschiedene Buchtitel auf der Spiegel-Bestsellerliste platzieren.
Die Geschichte von Delia Owens über ein Mädchen, das in einem Sumpfgebiet North Carolinas aufwächst, war dabei in allen 53 Wochen auf der Liste, 30 Wochen war das philosophische Buch von Pascal Mercier platziert und Lucinda Rileys Familiengeschichte hielt sich 29 Wochen.
Hanser, Fischer und Diogenes konnten mit jeweils 9 Buchtiteln die meisten Titel ihres Verlages im Jahr 2020 platzieren.
| Autor                                    | Titel                                                                                                 | Anzahl Nr.-1-Platzierungen |
| ---------------------------------------- | --- | -------------------------- |
| Jussi Adler-Olsen                        | Opfer 2117                                                                                            |                            |
| Cecelia Ahern                            | Postscript. Was ich dir noch sagen möchte                                                             |                            |
| Isabel Allende                           | Dieser weite Weg                                                                                      |                            |
| David Baldacci                           | Exekution                                                                                             |                            |
| Marco Balzano                            | Ich bleibe hier                                                                                       |                            |
| Christian Baron                          | Ein Mann seiner Klasse                                                                                |                            |
| Simon Beckett                            | Versteckt                                                                                             |                            |
| Mark Benecke Kat Menschik                | Kat Menschiks und des Diplom-Biologen Doctor Rerum Medicinalium Mark Beneckes Illustrirtes Thierleben |                            |
| Jennifer Benkau                          | One True Queen. Aus Schatten geschmiedet                                                              |                            |
| Renate Bergmann                          | Dann bleiben wir eben zu Hause!                                                                       | 4                          |
| Christian Berkel                         | Ada                                                                                                   |                            |
| Bov Bjerg                                | Serpentinen                                                                                           |                            |
| Matthias Brandt                          | Blackbird                                                                                             |                            |
| Anna Burns                               | Milchmann                                                                                             |                            |
| John Burnside                            | Über Liebe und Magie                                                                                  |                            |
| Andrea Camilleri                         | Das Bild der Pyramide                                                                                 |                            |
| Kiera Cass                               | Promised                                                                                              |                            |
| Lee Child                                | Der Bluthund                                                                                          |                            |
| Tom Clancy Mike Maden                    | Letzte Entscheidung                                                                                   |                            |
| Cassandra Clare                          | Chain of Gold                                                                                         |                            |
| Suzanne Collins                          | Die Tribute von Panem X – Das Lied von Vogel und Schlange                                             | 4                          |
| Lætitia Colombani                        | Das Haus der Frauen                                                                                   | 1                          |
| Christelle Dabos                         | Die Spiegelreisende. Im Sturm des Echos                                                               |                            |
| Adeline Dieudonné                        | Das wirkliche Leben                                                                                   |                            |
| Petra Durst-Benning                      | Die Fotografin. Die Welt von morgen                                                                   |                            |
| Petra Durst-Benning                      | Die Fotografin. Die Stunde der Sehnsucht                                                              |                            |
| Sabine Ebert                             | Schwert und Krone. Preis der Macht                                                                    |                            |
| Lisa Eckhart                             | Omama                                                                                                 |                            |
| Andreas Eschbach                         | Eines Menschen Flügel                                                                                 |                            |
| Elena Ferrante                           | Das lügenhafte Leben der Erwachsenen                                                                  |                            |
| Sebastian Fitzek                         | Das Geschenk                                                                                          | 6                          |
| Sebastian Fitzek                         | Der Heimweg                                                                                           | 9                          |
| Sebastian Fitzek [Hrsg.]                 | Identität 1142                                                                                        |                            |
| Ken Follett                              | Kingsbridge. Der Morgen einer neuen Zeit                                                              | 2                          |
| Susanne Fröhlich                         | Ausgemustert                                                                                          |                            |
| Cornelia Funke                           | Reckless. Auf silberner Fährte                                                                        |                            |
| Rebecca Gablé                            | Teufelskrone                                                                                          |                            |
| Robert Galbraith                         | Böses Blut                                                                                            |                            |
| Jane Gardam                              | Robinsons Tochter                                                                                     |                            |
| Martha Grimes                            | Inspektor Jury und die Tote am Strand                                                                 |                            |
| John Grisham                             | Das Manuskript                                                                                        |                            |
| John Grisham                             | Die Wächter                                                                                           |                            |
| David Grossman                           | Was Nina wusste                                                                                       |                            |
| Axel Hacke                               | Wozu wir da sind                                                                                      |                            |
| Anna Katharina Hahn                      | Aus und davon                                                                                         |                            |
| Dörte Hansen                             | Mittagsstunde                                                                                         |                            |
| Elke Heidenreich                         | Männer in Kamelhaarmänteln                                                                            |                            |
| Monika Helfer                            | Die Bagage                                                                                            |                            |
| Christina Henry                          | Die Chroniken von Alice                                                                               |                            |
| Thomas Hettche                           | Herzfaden                                                                                             |                            |
| Julia Holbe                              | Unsere glücklichen Tage                                                                               |                            |
| Nick Hornby                              | Keiner hat gesagt, das du ausziehen sollst                                                            |                            |
| Jonas Jonasson                           | Der Massai, der in Schweden noch eine Rechnung offen hatte                                            |                            |
| Wladimir Kaminer                         | Rotkäppchen raucht auf dem Balkon                                                                     |                            |
| Bas Kast                                 | Das Buch eines Sommers                                                                                |                            |
| Stephen King                             | Blutige Nachrichten                                                                                   |                            |
| Stephen King                             | Das Institut                                                                                          |                            |
| Marc-Uwe Kling                           | QualityLand 2.0                                                                                       |                            |
| Volker Klüpfel Michael Kobr              | Draussen                                                                                              |                            |
| Volker Klüpfel Michael Kobr              | Funkenmord                                                                                            | 3                          |
| Carmen Korn                              | Und die Welt war jung                                                                                 |                            |
| Jay Kristoff                             | Nevernight. Die Rache                                                                                 |                            |
| Ildikó von Kürthy                        | Es wird Zeit                                                                                          |                            |
| Volker Kutscher                          | Olympia                                                                                               |                            |
| Sarah Lark                               | Schicksalssterne                                                                                      |                            |
| Donna Leon                               | Geheime Quellen                                                                                       |                            |
| Till Lindemann                           | 100 Gedichte                                                                                          |                            |
| Charlotte Link                           | Ohne Schuld                                                                                           |                            |
| Claire Lombardo                          | Der größte Spaß, den wir je hatten                                                                    |                            |
| Maja Lunde                               | Die Letzten ihrer Art                                                                                 |                            |
| Sandra Lüpkes                            | Die Schule am Meer                                                                                    |                            |
| Paul Maar                                | Wie alles kam                                                                                         |                            |
| Sarah J. Maas                            | Crescent City. Wenn das Dunkel erwacht                                                                |                            |
| Hilary Mantel                            | Spiegel und Licht                                                                                     |                            |
| Victoria Mas                             | Die Tanzenden                                                                                         |                            |
| Nicolas Mathieu                          | Rose Royal                                                                                            |                            |
| Susanne Matthiessen                      | Ozelot und Friesennerz                                                                                |                            |
| Ian McEwan                               | Die Kakerlake                                                                                         |                            |
| Karen M. McManus                         | One of us is next                                                                                     |                            |
| Pascal Mercier                           | Das Gewicht der Worte                                                                                 | 3                          |
| Stephenie Meyer                          | Biss zur Mitternachtssonne                                                                            | 1                          |
| Joachim Meyerhoff                        | Hamster im hinteren Stromgebiet                                                                       | 1                          |
| Dror Mishani                             | Drei                                                                                                  |                            |
| Jojo Moyes                               | Wie ein Leuchten in tiefer Nacht                                                                      |                            |
| Benjamin Myers                           | Offene See                                                                                            |                            |
| Jo Nesbø                                 | Ihr Königreich                                                                                        |                            |
| Jo Nesbø                                 | Messer                                                                                                |                            |
| Håkan Nesser                             | Barbarotti und der schwermütige Busfahrer                                                             |                            |
| Håkan Nesser                             | Der Choreograph                                                                                       |                            |
| Ingrid Noll                              | In Liebe Dein Karl                                                                                    |                            |
| Sigrid Nunez                             | Der Freund                                                                                            |                            |
| Deniz Ohde                               | Streulicht                                                                                            |                            |
| Katja Oskamp                             | Marzahn, mon amour                                                                                    |                            |
| Delia Owens                              | Der Gesang der Flusskrebse                                                                            | 6                          |
| Klaas Kern Paluten                       | Freedom. Die Schmahamas-Verschwörung                                                                  |                            |
| Christopher Paolini                      | Infinitum. Die Ewigkeit der Sterne                                                                    |                            |
| Ilja Leonard Pfeijffer                   | Grand Hotel Europa                                                                                    |                            |
| Ursula Poznanski                         | Cryptos                                                                                               |                            |
| Ursula Poznanski                         | Erebos 2                                                                                              |                            |
| Peter Prange                             | Eine Familie in Deutschland                                                                           |                            |
| Peter Prange                             | Winter der Hoffnung                                                                                   |                            |
| Leif Randt                               | Allegro Pastell                                                                                       |                            |
| Kathy Reichs                             | Das Gesicht des Bösen                                                                                 |                            |
| Perry Rhodan                             | Der Einsame der Tiefe                                                                                 |                            |
| Brigitte Riebe                           | Die Schwestern vom Ku‘damm                                                                            |                            |
| Lucinda Riley                            | Die Sonnenschwester                                                                                   |                            |
| Sally Rooney                             | Normale Menschen                                                                                      |                            |
| Hans Rosenfeldt                          | Wolfssommer                                                                                           |                            |
| Dirk Roßmann                             | Der neunte Arm des Oktopus                                                                            |                            |
| Eugen Ruge                               | Metropol                                                                                              |                            |
| George Saunders                          | Fuchs 8                                                                                               |                            |
| Ferdinand von Schirach                   | Gott                                                                                                  |                            |
| Ferdinand von Schirach                   | Kaffee und Zigaretten                                                                                 |                            |
| Tobias Schlegl                           | Schockraum                                                                                            |                            |
| Bernhard Schlink                         | Abschiedsfarben                                                                                       | 1                          |
| Wolfgang Schorlau                        | Kreuzberg Blues                                                                                       |                            |
| Jasmin Schreiber                         | Marianengraben                                                                                        |                            |
| Ingo Schulze                             | Die rechtschaffenen Mörder                                                                            |                            |
| Robert Seethaler                         | Der letzte Satz                                                                                       | 4                          |
| Lutz Seiler                              | Stern 111                                                                                             | 5                          |
| Graeme Simsion                           | Das Rosie-Resultat                                                                                    |                            |
| Standart Skill Matthias Kempke           | Standart Skill – Voll verglitcht!                                                                     |                            |
| Karin Slaughter                          | Die verstummte Frau                                                                                   |                            |
| Nicholas Sparks                          | Wenn du zurückkehrst                                                                                  |                            |
| Saša Stanišić                            | Herkunft                                                                                              | 1                          |
| Elizabeth Strout                         | Die langen Abende                                                                                     |                            |
| Martin Suter Benjamin von Stuckrad-Barre | Alle sind so ernst geworden                                                                           |                            |
| Lisa Taddeo                              | Three Women – drei Frauen                                                                             | 1                          |
| Serena Valentino                         | Das Geheimnis der dunklen Fee                                                                         |                            |
| Serena Valentino                         | Das verzauberte Haar                                                                                  |                            |
| Mario Vargas Llosa                       | Harte Jahre                                                                                           |                            |
| Rolando Villazón                         | Amadeus auf dem Fahrrad                                                                               |                            |
| Martin Walker                            | Connaisseur                                                                                           | 1                          |
| Anne Weber                               | Annette, ein Heldinnenepos                                                                            |                            |
| Jan Weiler                               | Die Ältern                                                                                            |                            |
| Tad Williams                             | Das Reich der Grasländer. Der letzte König von Osten Ard                                              |                            |
| Charlotte Wood                           | Ein Wochenende                                                                                        |                            |
| Marah Woolf                              | Sister of the Stars                                                                                   |                            |

## Jahr 2021
In diesem Kalenderjahr konnten sich 144 Buchtitel auf der Hardcover-Bestenliste Belletristik platzieren.
Die Geschichte eines Buchliebhabers von Carsten Henn fand im Jahr viele Buchkäufer, denn das Werk war 47 Wochen auf der Liste. Das brandenburgische Landleben von Juli Zeh war nicht nur am häufigsten die Nr. 1 in diesem Jahr, sondern auch 40 Wochen auf der Liste. Mit Matt Haig, der sich 37 Wochen auf der Liste platzierte, konnte man sich verschiedene Lebensoptionen aufzeigen lassen, während sich Susanne Abel mit der deutschen Vergangenheit beschäftigte und damit 36 Wochen zu den erfolgreichsten Büchern in diesem Jahr gehörte.
Der Verlag Kiepenheuer & Witsch konnte 12 Buchtitel auf der Liste 2021 platzieren; Rowohlt mit 10 Buchtiteln sowie Diogenes und Heyne mit je 9 Titeln folgen auf den weiteren Plätzen.
| Autor                                    | Titel                                                                                                 | Anzahl Nr. 1 Platzierungen |
| ---------------------------------------- | --- | -------------------------- |
| Susanne Abel                             | Stay away from Gretchen                                                                               |                            |
| Jussi Adler-Olsen                        | Natrium Chlorid                                                                                       |                            |
| Johanna Adorján                          | Ciao                                                                                                  |                            |
| Cecelia Ahern                            | Sommersprossen – Nur zusammen ergeben wir Sinn                                                        |                            |
| Ewald Arenz                              | Der große Sommer                                                                                      |                            |
| Jennifer Armentrout                      | Redemption. Nachtsturm                                                                                |                            |
| Fredrik Backman                          | Eine ganz dumme Idee                                                                                  |                            |
| Tarkan Bagci                             | Die Erfindung des Dosenöffners                                                                        |                            |
| Simon Beckett                            | Die Verlorenen                                                                                        | 5                          |
| Mark Benecke Kat Menschik                | Kat Menschiks und des Diplom-Biologen Doctor Rerum Medicinalium Mark Beneckes Illustrirtes Thierleben |                            |
| Christian Berkel                         | Ada                                                                                                   |                            |
| Sarah Biasini                            | Die Schönheit des Himmels                                                                             |                            |
| Kirsten Boie                             | Dunkelnacht                                                                                           |                            |
| T. C. Boyle                              | Sprich mit mir                                                                                        |                            |
| Andrea Camilleri                         | Das Karussell der Verwechslungen                                                                      |                            |
| Lee Child                                | Der Spezialist                                                                                        |                            |
| Cho Nam-Joo                              | Kim Jiyoung, geboren 1982                                                                             |                            |
| Cassandra Clare                          | Chain of Iron                                                                                         |                            |
| Géraldine Dalban-Moreynas                | An Liebe stirbst du nicht                                                                             |                            |
| Joël Dicker                              | Das Geheimnis von Zimmer 622                                                                          |                            |
| Tove Ditlevsen                           | Kindheit                                                                                              |                            |
| Tove Ditlevsen                           | Jugend                                                                                                |                            |
| Thea Dorn                                | Trost                                                                                                 |                            |
| Petra Durst-Benning                      | Die Fotografin. Das Ende der Stille                                                                   |                            |
| Karsten Dusse                            | Achtsam morden am Rande der Welt                                                                      |                            |
| Sabine Ebert                             | Der zerbrochene Feder                                                                                 |                            |
| Dave Eggers                              | Every                                                                                                 |                            |
| Marc Elsberg                             | Der Fall des Präsidenten                                                                              |                            |
| Julia Engelmann                          | Lass mal an uns selber glauben                                                                        |                            |
| Jenny Erpenbeck                          | Kairos                                                                                                |                            |
| Bernardine Evaristo                      | Mädchen, Frau etc.                                                                                    |                            |
| Horst Evers                              | Wer alles weiß, hat keine Ahnung                                                                      |                            |
| Joy Fielding                             | Home, sweet home                                                                                      |                            |
| Sebastian Fitzek                         | Der Heimweg                                                                                           | 1                          |
| Sebastian Fitzek                         | Playlist                                                                                              | 4                          |
| Romy Fölck                               | Mordsand                                                                                              |                            |
| Ken Follett                              | Kingsbridge – Der Morgen einer neuen Zeit                                                             |                            |
| Ken Follett                              | Never. Die letzte Entscheidung                                                                        |                            |
| Jonathan Franzen                         | Crossroads                                                                                            | 1                          |
| Tana French                              | Der Sucher                                                                                            |                            |
| Susanne Fröhlich                         | Abgetaucht                                                                                            |                            |
| Diana Gabaldon                           | Das Schwärmen von tausend Bienen                                                                      | 1                          |
| Robert Galbraith                         | Böses Blut                                                                                            |                            |
| Anne Gesthuysen                          | Wir sind schließlich wer                                                                              |                            |
| Kerstin Gier                             | Vergissmeinnicht – Was man bei Licht nicht sehen kann                                                 | 1                          |
| Alexander Gorkow                         | Die Kinder hören Pink Floyd                                                                           |                            |
| Amanda Gorman                            | The Hill We Climb – Den Hügel hinauf                                                                  |                            |
| John Grisham                             | Das Talent                                                                                            |                            |
| John Grisham                             | Der Polizist                                                                                          |                            |
| Abdulrazak Gurnah                        | Das verlorene Paradies                                                                                |                            |
| Axel Hacke                               | Im Bann des Eichelhechts und andere Geschichten aus Sprachland                                        |                            |
| Matt Haig                                | Die Mitternachtsbibliothek                                                                            |                            |
| Elke Heidenreich                         | Männer in Kamelhaarmänteln                                                                            |                            |
| Christoph Hein                           | Guldenberg                                                                                            |                            |
| Dora Heldt                               | Geld oder Lebkuchen                                                                                   |                            |
| Monika Helfer                            | Vati                                                                                                  |                            |
| Carsten Henn                             | Der Buchspazierer                                                                                     |                            |
| Christina Henry                          | Die Chroniken von Peter Pan. Albtraum im Nimmerland                                                   |                            |
| Christina Henry                          | Die Chroniken von Alice                                                                               |                            |
| Judith Hermann                           | Daheim                                                                                                |                            |
| Thomas Hettche                           | Herzfaden                                                                                             |                            |
| Michael Hjorth Hans Rosenfeldt           | Die Früchte, die man erntet                                                                           | 1                          |
| Kazuo Ishiguro                           | Klara und die Sonne                                                                                   |                            |
| Jonas Jonasson                           | Der Massai, der in Schweden noch eine Rechnung offen hatte                                            |                            |
| Lena Kiefer                              | KNIGHTS – Ein gefährliches Vermächtnis                                                                |                            |
| Stephen King                             | Billy Summers                                                                                         | 1                          |
| Stephen King                             | Später                                                                                                |                            |
| Marc-Uwe Kling                           | QualitiyLand 2.0                                                                                      |                            |
| Volker Klüpfel Michael Kobr              | Funkenmord                                                                                            |                            |
| Volker Klüpfel Michael Kobr              | Morgen, Klufti, wird’s was geben                                                                      |                            |
| Steffen Kopetzky                         | Monschau                                                                                              |                            |
| Carmen Korn                              | Und die Welt war jung                                                                                 |                            |
| Christian Kracht                         | Eurotrash                                                                                             |                            |
| Daniela Krien                            | Der Brand                                                                                             |                            |
| Jasmina Kuhnke                           | Schwarzes Herz                                                                                        |                            |
| Volker Kutscher                          | Olympia                                                                                               |                            |
| Donna Leon                               | Flüchtiges Begehren                                                                                   |                            |
| Charlotte Link                           | Ohne Schuld                                                                                           |                            |
| Iny Lorentz                              | Die Wanderhure und der orientalische Arzt                                                             |                            |
| Sarah J. Maas                            | Das Reich der sieben Höfe – Silbernes Feuer                                                           |                            |
| Colum McCann                             | Apeirogon                                                                                             |                            |
| Eva Menasse                              | Dunkelblum                                                                                            |                            |
| Stephenie Meyer                          | Biss zur Mitternachtssonne                                                                            |                            |
| Joachim Meyerhoff                        | Hamster im hinteren Stromgebiet                                                                       |                            |
| Martin Mosebach                          | Krass                                                                                                 |                            |
| Haruki Murakami                          | Erste Person Singular                                                                                 | 2                          |
| Benjamin Myers                           | Offene See                                                                                            |                            |
| Jo Nesbø                                 | Eifersucht                                                                                            |                            |
| Håkan Nesser                             | Schach unter dem Vulkan                                                                               |                            |
| Nele Neuhaus                             | In ewiger Freundschaft                                                                                | 3                          |
| Ingrid Noll                              | Kein Feuer kann brennen so heiß                                                                       |                            |
| Christoph Nußbaumeder                    | Die Unverhofften                                                                                      |                            |
| Markus Ostermair                         | Der Sandler                                                                                           |                            |
| Sharon Dodua Otoo                        | Adas Raum                                                                                             |                            |
| Delia Owens                              | Der Gesang der Flusskrebse                                                                            |                            |
| Julia Phillips                           | Das Verschwinden der Erde                                                                             |                            |
| Ursula Poznanski                         | Shelter                                                                                               |                            |
| Peter Prange                             | Der Traumpalast                                                                                       |                            |
| Douglas Preston Lincoln Child            | Bloodless – Grab des Verderbens                                                                       |                            |
| Sven Regener                             | Glitterschnitter                                                                                      |                            |
| Lucinda Riley                            | Die verschwundene Schwester                                                                           | 6                          |
| Nora Roberts                             | Nach dem Sturm                                                                                        |                            |
| Sally Rooney                             | Schöne Welt, wo bist du                                                                               |                            |
| Dirk Roßmann                             | Der neunte Arm des Oktopus                                                                            | 5                          |
| Dirk Roßmann Ralf Hoppe                  | Der Zorn des Oktopus                                                                                  | 1                          |
| Ellen Sandberg                           | Das Geheimnis                                                                                         |                            |
| Brandon Sanderson                        | Der Turm der Lichter                                                                                  |                            |
| Brandon Sanderson                        | Der Rhythmus des Krieges                                                                              |                            |
| Mithu M. Sanyal                          | Identitti                                                                                             |                            |
| David Schalko                            | Bad Regina                                                                                            |                            |
| Bernhard Schlink                         | Die Enkelin                                                                                           |                            |
| Joachim B. Schmidt                       | Kalmann                                                                                               |                            |
| Wolfgang Schorlau                        | Kreuzberg Blues                                                                                       |                            |
| Constantin Schreiber                     | Die Kandidatin                                                                                        |                            |
| Alena Schröder                           | Junge Frau, am Fenster stehend, Abendlicht, blaues Kleid                                              |                            |
| Helga Schubert                           | Vom Aufstehen                                                                                         |                            |
| Jan Seghers                              | Der Solist                                                                                            |                            |
| Edgar Selge                              | Hast du uns endlich gefunden                                                                          |                            |
| Zeruya Shalev                            | Schicksal                                                                                             |                            |
| Leïla Slimani                            | Das Land der Anderen                                                                                  |                            |
| Karin Slaughter                          | Die falsche Zeugin                                                                                    |                            |
| Nicholas Sparks                          | Mein letzter Wunsch                                                                                   |                            |
| Bernd Stelter                            | Mieses Spiel um schwarze Muscheln                                                                     |                            |
| Antje Rávik Strubel                      | Blaue Frau                                                                                            |                            |
| Heinz Strunk                             | Es ist immer so schön mit dir                                                                         |                            |
| Martin Suter Benjamin von Stuckrad-Barre | Alle sind so ernst geworden                                                                           |                            |
| Sabin Tambrea                            | Nachtleben                                                                                            |                            |
| Quentin Tarantino                        | Es war einmal in Hollywood                                                                            |                            |
| Hervé Le Tellier                         | Die Anomalie                                                                                          | 1                          |
| Walter Tevis                             | Das Damengambit                                                                                       |                            |
| Sabine Thiesler                          | Im Versteck                                                                                           |                            |
| Serena Valentino                         | Cruella, die Teufelin                                                                                 |                            |
| Serena Valentino                         | Das Herz so kalt                                                                                      |                            |
| Martin Walker                            | Französisches Roulette                                                                                |                            |
| Anne Weber                               | Annette, ein Heldinnenepos                                                                            |                            |
| Benedict Wells                           | Hard Land                                                                                             | 4                          |
| Chris Whitaker                           | Von hier bis zum Anfang                                                                               |                            |
| Colson Whitehead                         | Harlem Shuffle                                                                                        |                            |
| Tracy Wolff                              | Crave                                                                                                 |                            |
| Marah Woolf                              | Sister of the Night                                                                                   |                            |
| Takis Würger                             | Noah                                                                                                  |                            |
| Hengameh Yaghoobifarah                   | Ministerium der Träume                                                                                |                            |
| Irvin D. Yalom Marilyn Yalom             | Unzertrennlich                                                                                        |                            |
| Juli Zeh                                 | Über Menschen                                                                                         | 14                         |

## Jahr 2022
134 Buchtitel schafften es in diesem Jahr auf die Belletristik-Bestsellerliste.
Mit 51 Wochen konnte sich das Buch Stay away vom Gretchen von Susanne Abel das ganze Jahr auf der Liste platzieren, Bonnie Garmus Roman über das Leben einer (fiktiven) Wissenschaftlerin in den 1960er Jahren war 37 Wochen auf der Liste notiert, während es Der Buchspazierer von Carsten Henn nochmals 34 Wochen in diesem Jahr in die Charts schaffte.
Mit 10 Buchtiteln konnte die dtv Verlagsgesellschaft die meisten Bücher auf der Liste platzieren. 9 Buchtitel steuerte der Heyne Verlag bei, während Diogenes, Rowohlt und Ullstein mit jeweils 7 Titeln vertreten sind.
| Autor                             | Titel                                                                                     | Anzahl Nr. 1 Platzierungen |
| --------------------------------- | ----------------------------------------------------------------------------------------- | -------------------------- |
| Susanne Abel                      | Stay away from Gretchen                                                                   |                            |
| Susanne Abel                      | Was ich nie gesagt habe                                                                   |                            |
| Andrea Abreu                      | So forsch, so furchtlos                                                                   |                            |
| Jussi Adler-Olsen                 | Natrium Chlorid                                                                           |                            |
| Cecelia Ahern                     | Alle Farben meines Lebens                                                                 |                            |
| Cecelia Ahern                     | Sommersprossen – Nur zusammen ergeben wir Sinn                                            |                            |
| Isabel Allende                    | Violeta                                                                                   |                            |
| Fatma Aydemir                     | Dschinns                                                                                  |                            |
| Thommie Bayer                     | Sieben Tage Sommer                                                                        |                            |
| Micky Beisenherz Sebastian Fitzek | Schreib oder stirb                                                                        | 3                          |
| Anna Benning                      | Dark Sigils – Was die Magie verlangt                                                      |                            |
| Sibylle Berg                      | RCE                                                                                       |                            |
| Renate Bergmann                   | Dann lassen wir eben die Heizdecke weg!                                                   |                            |
| Olivie Blake                      | The Atlas Six                                                                             |                            |
| Kirsten Boie                      | Heul doch nicht, du lebst ja noch                                                         |                            |
| Alexandra Bracken                 | Lore – Die Spiele haben begonnen                                                          |                            |
| Andrea Camilleri                  | Das Ende des Fadens                                                                       |                            |
| Alex Capus                        | Susanna                                                                                   |                            |
| Emmanuel Carrère                  | Yoga                                                                                      |                            |
| Lee Child                         | Die Hyänen                                                                                |                            |
| Lætitia Colombani                 | Das Mädchen mit dem Drachen                                                               |                            |
| Kim de l’Horizon                  | Blutbuch                                                                                  |                            |
| Daniela Dröscher                  | Lügen über meine Mutter                                                                   |                            |
| Karsten Dusse                     | Achtsam morden im Hier und Jetzt                                                          |                            |
| Karen Duve                        | Sisi                                                                                      |                            |
| Lisa Eckhart                      | Boum                                                                                      |                            |
| Annie Ernaux                      | Das andere Mädchen                                                                        |                            |
| Andreas Eschbach                  | Freiheitsgeld                                                                             |                            |
| Horst Evers                       | Bumm!                                                                                     |                            |
| Joy Fielding                      | Die Haushälterin                                                                          |                            |
| Sasha Filipenko                   | Die Jagd                                                                                  |                            |
| Sebastian Fitzek                  | Mimik                                                                                     | 8                          |
| Sebastian Fitzek                  | Playlist                                                                                  |                            |
| Romy Fölck                        | Die Rückkehr der Kraniche                                                                 |                            |
| Romy Fölck                        | Nebelopfer                                                                                |                            |
| Ken Follett                       | Never                                                                                     |                            |
| Jonathan Franzen                  | Crossroads                                                                                |                            |
| Lucy Fricke                       | Die Diplomatin                                                                            |                            |
| Susanne Fröhlich                  | Heimvorteil                                                                               |                            |
| Diana Gabaldon                    | Outlander – Das Schwärmen von tausend Bienen                                              |                            |
| Rebecca Gablé                     | Drachenbanner                                                                             |                            |
| Robert Galbraith                  | Das tiefschwarze Herz                                                                     |                            |
| Bonnie Garmus                     | Eine Frage der Chemie                                                                     | 9                          |
| Elizabeth George                  | Was im Verborgenen ruht                                                                   | 1                          |
| Tess Gerritsen                    | Mutterherz                                                                                |                            |
| Anne Gesthuysen                   | Wir sind schließlich wer                                                                  |                            |
| Kerstin Gier                      | Vergissmeinnicht – Was man bei Licht nicht sehen kann                                     |                            |
| Dmitry Glukhovsky                 | Geschichten aus der Heimat                                                                |                            |
| Chloe Gong                        | Welch grausame Gnade                                                                      |                            |
| John Grisham                      | Der Verdächtige                                                                           |                            |
| John Grisham                      | Die Heimkehr                                                                              |                            |
| Abdulrazak Gurnah                 | Das verlorene Paradies                                                                    |                            |
| Wolf Haas                         | Müll                                                                                      | 2                          |
| Axel Hacke                        | Ein Haus für viele Sommer                                                                 |                            |
| Matt Haig                         | Die Mitternachtsbibliothek                                                                |                            |
| Dörte Hansen                      | Zur See                                                                                   | 2                          |
| Nino Haratischwili                | Das mangelnde Licht                                                                       |                            |
| Ali Hazelwood                     | Die theoretische Unwahrscheinlichkeit der Liebe                                           |                            |
| Monika Helfer                     | Löwenherz                                                                                 |                            |
| Miranda Cowley Heller             | Der Papierpalast                                                                          |                            |
| Carsten Henn                      | Der Buchspazierer                                                                         |                            |
| Carsten Henn                      | Der Geschichtenbäcker                                                                     |                            |
| Alexa Hennig von Lange            | Die karierten Mädchen                                                                     |                            |
| Christina Henry                   | Die Chroniken von Rotkäppchen – Allein im tiefen, tiefen Wald                             |                            |
| Christina Henry                   | Die Legende von Sleepy Hollow – Im Bann des kopflosen Reiters                             |                            |
| Werner Herzog                     | Jeder für sich und Gott gegen alle                                                        |                            |
| Michael Hjorth Hans Rosenfeldt    | Die Früchte die man erntet                                                                |                            |
| Colleen Hoover                    | It starts with us – Nur noch einmal und für immer                                         | 1                          |
| Michel Houellebecq                | Vernichten                                                                                | 4                          |
| Christian Huber                   | Man vergisst nicht, wie man schwimmt                                                      |                            |
| Tommy Jaud                        | Komm zu nix – Nix erledigt und trotzdem fertig                                            |                            |
| Jonas Jonasson                    | Drei fast geniale Freunde auf dem Weg zum Ende der Welt                                   |                            |
| Wladimir Kaminer                  | Wie sage ich es meiner Mutter                                                             |                            |
| Mona Kasten                       | Fragile Heart                                                                             |                            |
| Mona Kasten                       | Lonely Heart                                                                              |                            |
| Stephen King                      | Fairy Tale                                                                                |                            |
| Stephen King Richard Chizmar      | Gwendys letzte Aufgabe                                                                    |                            |
| Karl Ove Knausgård                | Der Morgenstern                                                                           |                            |
| Michael Kobr Volker Klüpfel       | Affenhitze                                                                                | 4                          |
| Michael Kobr Volker Klüpfel       | Die Unverbesserlichen – Der große Coup des Monsieur Lipaire                               |                            |
| Martin Kordić                     | Jahre mit Martha                                                                          |                            |
| Carmen Korn                       | Zwischen heute und morgen                                                                 |                            |
| Jay Kristoff                      | Das Reich der Vampire                                                                     |                            |
| Ildikó von Kürthy                 | Morgen kann kommen                                                                        |                            |
| Volker Kutscher                   | Transatlantik                                                                             |                            |
| Hervé Le Tellier                  | Die Anomalie                                                                              |                            |
| Mariana Leky                      | Kummer aller Art                                                                          |                            |
| Maxim Leo                         | Der Held vom Bahnhof Friedrichstraße                                                      |                            |
| Donna Leon                        | Milde Gaben                                                                               | 1                          |
| Kira Licht                        | Ich bin dein Schicksal                                                                    |                            |
| Charlotte Link                    | Einsame Nacht                                                                             | 2                          |
| Jürgen von der Lippe              | Sex ist wie Mehl                                                                          |                            |
| Édouard Louis                     | Anleitung ein anderer zu werden                                                           |                            |
| Sarah J. Maas                     | Crescent City – Wenn ein Stern erstrahlt                                                  | 1                          |
| Sarah J. Maas                     | House of Sky and Breath                                                                   |                            |
| Bella Mackie                      | How to kill your family                                                                   |                            |
| Susanne Matthiessen               | Diese eine Liebe wird nie zu Ende gehen                                                   |                            |
| Ian McEwan                        | Lektionen                                                                                 |                            |
| Robert Menasse                    | Die Erweiterung                                                                           |                            |
| Jo Nesbø                          | Blutmond                                                                                  |                            |
| Nele Neuhaus                      | In ewiger Freundschaft                                                                    | 2                          |
| Ingrid Noll                       | Tea Time                                                                                  |                            |
| Orhan Pamuk                       | Die Nächte der Pest                                                                       |                            |
| Ursula Poznanski                  | Shelter                                                                                   |                            |
| Melanie Raabe                     | Die Kunst des Verschwindens                                                               |                            |
| Cay Rademacher                    | Die Passage nach Maskat                                                                   |                            |
| Yasmina Reza                      | Serge                                                                                     | 2                          |
| Lucinda Riley                     | Die Toten von Fleat House                                                                 | 1                          |
| Ronja von Rönne                   | Ende in Sicht                                                                             |                            |
| Dirk Roßmann Ralf Hoppe           | Der Zorn des Oktopus                                                                      |                            |
| Ralf Rothmann                     | Die Nacht unterm Schnee                                                                   |                            |
| Ellen Sandberg                    | Das Unrecht                                                                               |                            |
| Andrea Sawatzki                   | Brunnenstraße                                                                             |                            |
| Ferdinand von Schirach            | Nachmittage                                                                               | 3                          |
| Bernhard Schlink                  | Die Enkelin                                                                               |                            |
| Steffen Schroeder                 | Planck oder Als das Licht seine Leichtigkeit verlor                                       |                            |
| Helga Schubert                    | Vom Aufstehen                                                                             |                            |
| Edgar Selge                       | Hast du uns endlich gefunden                                                              |                            |
| Karin Slaughter                   | Die Vergessene                                                                            |                            |
| Nicholas Sparks                   | Im Traum bin ich bei dir                                                                  |                            |
| Antje Rávik Strubel               | Blaue Frau                                                                                |                            |
| Heinz Strunk                      | Ein Sommer in Niendorf                                                                    | 1                          |
| Martin Suter                      | Einer von euch                                                                            | 1                          |
| Uwe Tellkamp                      | Der Schlaf in den Uhren                                                                   |                            |
| J.R.R. Tolkien                    | Der Untergang von Numenor und andere Geschichten aus dem Zweiten Zeitalter von Mittelerde |                            |
| Serena Valentino                  | Disney – Villains 9: Niemals Nimmerland                                                   |                            |
| Martin Walker                     | Tête-à-Tête                                                                               |                            |
| Jan Weiler                        | Der Markisenmann                                                                          |                            |
| Don Winslow                       | City on Fire                                                                              |                            |
| Tracy Wolff                       | Covet                                                                                     |                            |
| Tracy Wolff                       | Crush                                                                                     | 1                          |
| Marah Woolf                       | Krone aus Asche                                                                           |                            |
| Hanya Yanagihara                  | Zum Paradies                                                                              |                            |
| Juli Zeh                          | Über Menschen                                                                             |                            |

## Jahr 2023
152 unterschiedliche Buchtitel waren in diesem Jahr auf der Liste vertreten.
Mit 51 Wochen konnte sich das Buch Eine Frage der Chemie über eine Chemikerin und Kochsendungsmoderatorin in den 1960er Jahren in den USA von Bonnie Garmus das ganze Jahr auf der Liste platzieren. Robert Seethaler war mit seinem Roman über ein Café in den 1960er Jahren in Wien 34 Wochen auf der Liste finden. 32 Wochen schafften es Martin Suter mit seinem Roman über mysteriöse Entdeckungen im Leben eines alten Schweizer Politikers, als auch Ewald Arenz über eine Liebesbeziehung in nicht mehr ganz so jungen Jahren, auf die Spiegelliste. Um die Liebe in den mittleren Jahren aber auch gesellschaftlichen Fragen geht es in dem Roman von Juli Zeh und Simon Urban, welcher sich 31 Wochen platzierte. Der Erstlingsroman von Caroline Wahl über eine junge Frau in einer sozial schwierigen Familiensituation, war 30 Wochen im Jahr 2023 auf der Liste zu finden.
Mit 14 Buchtiteln konnte die dtv Verlagsgesellschaft die meisten Bücher auf der Liste platzieren. 8 Buchtitel steuerte der Heyne Verlag bei, während Diogenes, Lübbe, Ullstein, Kiepenheuer & Witsch sowie der S. Fischer Verlag mit jeweils 7 Titeln vertreten sind.
| Autor                                    | Titel                                                                                    | Anzahl Nr. 1 Platzierungen |
| ---------------------------------------- | ---------------------------------------------------------------------------------------- | -------------------------- |
| Susanne Abel                             | Stay away from Gretchen                                                                  |                            |
| Isabel Allende                           | Violeta                                                                                  |                            |
| Adriana Altaras                          | Besser allein als in schlechter Gesellschaft: meine eigensinnige Tante                   |                            |
| Ewald Arenz                              | Die Liebe an miesen Tagen                                                                | 1                          |
| Paul Auster                              | Baumgartner                                                                              |                            |
| David Baldacci                           | Finstere Lügen                                                                           |                            |
| Anna Benning                             | Dark Sigils – Wie die Dunkelheit befiehlt: Band 2                                        |                            |
| Anne Berest                              | Die Postkarte                                                                            |                            |
| Renate Bergmann                          | Das ist ja wohl die Krönung!                                                             |                            |
| Maxim Biller                             | Mama Odessa                                                                              |                            |
| Holly Black                              | ELFENERBE – Der gestohlene Thron                                                         |                            |
| Mechtild Borrmann                        | Feldpost                                                                                 |                            |
| T. C. Boyle                              | Blue Skies                                                                               |                            |
| Andrea Camilleri                         | Die Botschaft der verborgenen Bilder                                                     |                            |
| Lee Child Andrew Child                   | Der Sündenbock                                                                           |                            |
| Tom Clancy                               | Tödliche Allianz                                                                         |                            |
| Cassandra Clare                          | Chain of Thorns: Die Letzten Stunden 3                                                   |                            |
| Cassandra Clare                          | Sword Catcher – Die Chroniken von Castellan                                              |                            |
| Giuliano da Empoli                       | Der Magier im Kreml                                                                      |                            |
| Kim de l’Horizon                         | Blutbuch                                                                                 |                            |
| Virginie Despentes                       | Liebes Arschloch                                                                         |                            |
| Joël Dicker                              | Die Affäre Alaska Sanders                                                                |                            |
| Julia Dippel                             | Die Sonnenfeuer-Ballade 1: A Song to Raise a Storm: Düster-romantisches Fantasy-Epos (1) |                            |
| Sabine Ebert                             | Der Silberbaum. Die siebente Tugend                                                      |                            |
| Eva Eich                                 | Escape Room: Patient 13                                                                  |                            |
| Marc Elsberg                             | °C – Celsius                                                                             |                            |
| Bret Easton Ellis                        | The Shards                                                                               |                            |
| Annie Ernaux                             | Der junge Mann                                                                           |                            |
| Andreas Eschbach                         | Der schlauste Mensch der Welt                                                            |                            |
| Joy Fielding                             | Die Haushälterin                                                                         |                            |
| Elena Fischer                            | Paradise Garden                                                                          |                            |
| Sebastian Fitzek                         | Die Einladung                                                                            | 6                          |
| Sebastian Fitzek                         | Mimik                                                                                    | 2                          |
| Romy Fölck                               | Düstergrab                                                                               |                            |
| Ken Follett                              | Die Waffen des Lichts                                                                    | 2                          |
| Susanne Fröhlich                         | Getraut                                                                                  |                            |
| Cornelia Funke                           | Tintenwelt 4. Die Farbe der Rache                                                        | 3                          |
| Robert Galbraith                         | Das strömende Grab                                                                       |                            |
| Bonnie Garmus                            | Eine Frage der Chemie                                                                    |                            |
| Arno Geiger                              | Das glückliche Geheimnis                                                                 |                            |
| Nina George                              | Das Bücherschiff des Monsieur Perdu                                                      |                            |
| Kerstin Gier                             | Vergissmeinnicht – Was bisher verloren war                                               | 3                          |
| Kerstin Gier                             | Vergissmeinnicht – Was man bei Licht nicht sehen kann                                    |                            |
| Daniel Glattauer                         | Die spürst du nicht                                                                      |                            |
| Dmitry Glukhovsky                        | Geschichten aus der Heimat                                                               |                            |
| Charlotte Gneuß                          | Gittersee                                                                                |                            |
| Dinçer Güçyeter                          | Unser Deutschlandmärchen                                                                 |                            |
| Wolf Haas                                | Eigentum                                                                                 |                            |
| Dörte Hansen                             | Zur See                                                                                  | 1                          |
| Elke Heidenreich                         | Frau Dr. Moormann & ich                                                                  |                            |
| Dora Heldt                               | Liebe oder Eierlikör – Fast eine Romanze                                                 |                            |
| Carsten Henn                             | Die Butterbrotbriefe                                                                     |                            |
| Christina Henry                          | Der Geisterbaum                                                                          |                            |
| Judith Hermann                           | Wir hätten uns alles gesagt                                                              |                            |
| Jana Hoch                                | The Ruby Circle (1). All unsere Geheimnisse                                              |                            |
| Colleen Hoover                           | It starts with us – Nur noch einmal und für immer                                        |                            |
| Colleen Hoover                           | Too Late – Wenn Nein sagen zur tödlichen Gefahr wird                                     |                            |
| Ralf Hoppe Dirk Roßmann                  | Das dritte Herz des Oktopus                                                              |                            |
| Michael Hjorth Hans Rosenfeldt           | Die Schuld, die man trägt: Ein Fall für Sebastian Bergman                                |                            |
| Sebastian Hotz                           | Mindset                                                                                  |                            |
| Bianca Iosivoni                          | Twisted Fate, Band 2: Wenn Liebe zerstört                                                |                            |
| Bianca Iosivoni                          | Twisted Fate, Band 1: Wenn Magie erwacht                                                 |                            |
| John Irving                              | Der letzte Sessellift                                                                    |                            |
| Tommy Jaud                               | Komm zu nix – Nix erledigt und trotzdem fertig                                           |                            |
| Tommy Jaud                               | Man müsste mal – Nix gemacht und trotzdem happy                                          |                            |
| Jonas Jonasson                           | Drei fast geniale Freunde auf dem Weg zum Ende der Welt                                  |                            |
| Wladimir Kaminer                         | Frühstück am Rande der Apokalypse                                                        |                            |
| Mona Kasten                              | Fallen Princess                                                                          |                            |
| Mona Kasten                              | Fragile Heart                                                                            |                            |
| Mona Kasten                              | Lonely Heart                                                                             |                            |
| Daniel Kehlmann                          | Lichtspiel                                                                               |                            |
| Lars Kepler                              | Spinnennetz                                                                              |                            |
| Stephen King                             | Holly                                                                                    | 1                          |
| Marc-Uwe Kling Johanna Kling Luise Kling | Der Spurenfinder                                                                         |                            |
| T. J. Klune                              | Aus Sternen und Staub                                                                    |                            |
| Michael Kobr                             | Sonne über Gudhjem                                                                       |                            |
| Michael Kobr Volker Klüpfel              | Die Unverbesserlichen – Der große Coup des Monsieur Lapiere                              |                            |
| Michael Kobr Volker Klüpfel              | Die Unverbesserlichen – Die Revanche des Monsieur Lapiere                                |                            |
| Karl Ove Knausgård                       | Die Wölfe aus dem Wald der Ewigkeit                                                      |                            |
| Michael Köhlmeier                        | Frankie                                                                                  |                            |
| Robert F. Kuang                          | Babel                                                                                    |                            |
| Jarka Kubsova                            | Marschlande                                                                              |                            |
| Ildikó von Kürthy                        | Eine halbe Ewigkeit                                                                      |                            |
| Volker Kutscher                          | Transatlantik                                                                            |                            |
| Camilla Läckberg                         | Kuckuckskinder                                                                           |                            |
| Mariana Leky                             | Kummer aller Art                                                                         |                            |
| Maxim Leo Jochen-Martin Gutsch           | Frankie                                                                                  |                            |
| Donna Leon                               | Wie die Saat, so die Ernte                                                               |                            |
| Judy I. Lin                              | A Magic Steeped in Poison – Was uns verwundbar macht                                     |                            |
| Charlotte Link                           | Einsame Nacht                                                                            |                            |
| Maja Lunde                               | Der Traum von einem Baum                                                                 |                            |
| Jörg Maurer                              | Kommissar Jennerwein darf nicht sterben                                                  |                            |
| Anthony McCarten                         | Going Zero                                                                               |                            |
| Karen M. McManus                         | One of us is back                                                                        |                            |
| Walter Moers                             | Die Insel der Tausend Leuchttürme                                                        | 2                          |
| Terézia Mora                             | Muna oder Die Hälfte des Lebens                                                          |                            |
| Jojo Moyes                               | Mein Leben in deinem                                                                     | 1                          |
| Jo Nesbø                                 | Blutmond                                                                                 |                            |
| Jo Nesbø                                 | Das Nachthaus                                                                            |                            |
| Håkan Nesser                             | Ein Fremder klopft an deine Tür: Drei Fälle aus Maardam                                  |                            |
| Nele Neuhaus                             | Monster                                                                                  | 1                          |
| Alyson Noël                              | Ruling infinity                                                                          |                            |
| Alyson Noël                              | Stealing infinity                                                                        |                            |
| Philipp Oehmke                           | Schönwald                                                                                |                            |
| Christopher Paolini                      | Murtagh – Eine dunkle Bedrohung: Das große neue Fantasyabenteuer in Eragons Welt.        |                            |
| Nele Pollatschek                         | Kleine Probleme                                                                          |                            |
| Ursula Poznanski                         | Oracle                                                                                   |                            |
| Douglas Preston Lincoln Child            | Death – Das Kabinett des Dr. Leng: Ein neuer Fall für Special Agent Pendergast           |                            |
| Anne Rabe                                | Die Möglichkeit von Glück                                                                |                            |
| Shelley Read                             | So weit der Fluss uns trägt                                                              |                            |
| Lucinda Riley Harry Whittaker            | Atlas – Die Geschichte von Pa Salt                                                       | 6                          |
| Nora Roberts                             | Im Schutz der Nacht                                                                      |                            |
| Patrick Rothfuss                         | Der Weg der Wünsche                                                                      |                            |
| Eugen Ruge                               | Pompeji oder Die fünf Reden des Jowna                                                    |                            |
| Salman Rushdie                           | Victory City                                                                             |                            |
| David Safier                             | Solange wir leben                                                                        |                            |
| Ellen Sandberg                           | Keine Reue                                                                               |                            |
| Elisabeth Sandmann                       | Porträt auf grüner Wandfarbe                                                             |                            |
| Tonio Schachinger                        | Echtzeitalter                                                                            |                            |
| Rafik Schami                             | Wenn du erzählst, erblüht die Wüste                                                      |                            |
| Ferdinand von Schirach                   | Nachmittage                                                                              |                            |
| Ferdinand von Schirach                   | Regen                                                                                    | 1                          |
| Bernhard Schlink                         | Das späte Leben                                                                          |                            |
| Julia Schoch                             | Das Liebespaar des Jahrhunderts                                                          |                            |
| Alena Schröder                           | Bei euch ist es immer so unheimlich still                                                |                            |
| Helga Schubert                           | Der heutige Tag: Ein Stundenbuch der Liebe                                               |                            |
| V. E. Schwab                             | Gallant: Im Garten der Schatten                                                          |                            |
| Robert Seethaler                         | Das Café ohne Namen                                                                      | 2                          |
| Clemens J. Setz                          | Monde vor der Landung                                                                    |                            |
| Karin Slaughter                          | Die letzte Nacht                                                                         |                            |
| Karin Smirnoff                           | Verderben                                                                                |                            |
| Viveca Sten                              | Tief im Schatten: Der zweite Fall für Hanna Ahlander                                     |                            |
| Heinz Strunk                             | Der gelbe Elefant                                                                        |                            |
| Benjamin von Stuckrad-Barre              | Noch wach?                                                                               | 2                          |
| Martin Suter                             | Melody                                                                                   | 4                          |
| Trude Teige                              | Als Großmutter im Regen tanzte                                                           |                            |
| Sabine Thiesler                          | Verschwunden                                                                             |                            |
| Uwe Timm                                 | Alle meine Geister                                                                       |                            |
| Simon Urban Juli Zeh                     | Zwischen Welten                                                                          | 6                          |
| Caroline Wahl                            | 22 Bahnen                                                                                |                            |
| Martin Walker                            | Troubadour                                                                               |                            |
| Jan Weiler                               | Älternzeit                                                                               |                            |
| Don Winslow                              | City of Dreams                                                                           |                            |
| Klaus-Peter Wolf                         | Der Weihnachtsmannkiller                                                                 |                            |
| Tracy Wolff                              | Charm                                                                                    |                            |
| Tracy Wolff                              | Court                                                                                    | 1                          |
| Marah Woolf                              | WiccaCreed: Rache & Feuer                                                                |                            |
| Marah Woolf                              | WiccaCreed: Schuld & Sünde                                                               | 1                          |
| Marah Woolf                              | WiccaCreed: Zeichen & Omen                                                               |                            |
| Rebecca Yarros                           | Fourth Wing – Flammengeküsst                                                             | 5                          |
| Rebecca Yarros                           | Iron Flame – Flammengeküsst                                                              | 1                          |